# Cihelny (Týn nad Vltavou)
Cihelny jsou osada, součást města Týn nad Vltavou v okrese České Budějovice v Jihočeském kraji. Leží v katastrálním území Koloděje nad Lužnicí. Nachází se asi 2 km severně od Týna nad Vltavou a přibližně 33 km severozápadně od Českých Budějovic. Podle sčítání lidu z roku 2021 zde trvale žilo pět obyvatel ve třech domech.
Osadou prochází silnice II/105. Je zde registrováno osm čísel popisných: 8, 84, 86, 87, 88, 89, 95 a 98, a jedno číslo evidenční: 93. Mimo osadu, již v jiném katastrálním území, leží čp. 276 a 602, která stojí na místě dřívější myslivny zvané Semenec. Jižně od osady se nachází kříž a boží muka. Lesní cestou je osada Cihelny spojena s chatovou osadou Permoník u břehu řeky Lužnice, která se nedaleko vlévá do řeky Vltavy.
Již v 19. století zde stála kruhová cihelna.